# フランケンベルク (エーダー)

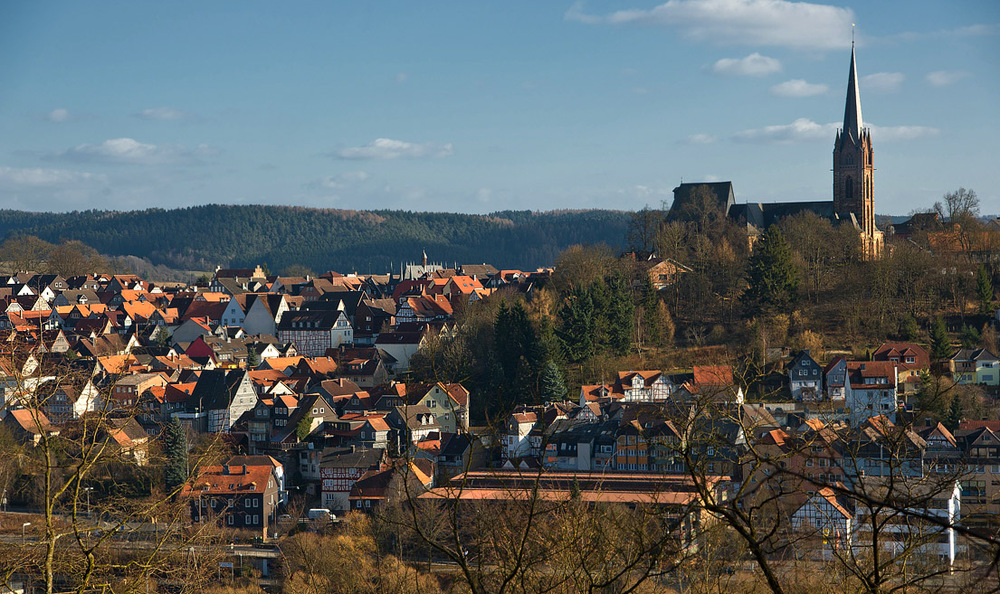
フランケンベルク (エーダー)

フランケンベルク (エーダー) (ドイツ語: Frankenberg (Eder), ドイツ語発音: [ˈfraŋkn̩bɜrk]) は、ドイツ連邦共和国ヘッセン州ヴァルデック＝フランケンベルク郡に属す小都市で、同郡の経済上の中級中心都市である。
ブルクヴァルトの北、エーダー川を渡る徒渉地に面した山は古くから防衛機能を有した村であった。特にフランク時代のザクセン戦争でこの村は重要な役割を果たした。
現在のフランケンベルク市は、テューリンゲン方伯のヘッセン部分の代官を務めたコンラート・フォン・テューリンゲンによって建設された。これは、マインツ選帝侯領に属すバッテンベルク (エーダー) に対抗するものであった。2つの交易路の交差点に位置するその立地により、この街は急速に経済的重要性を獲得した。
フランケンベルクの歴史年代記者ヴィーガント・ゲルステンベルクが詳細に記録した1476年5月9日の大火により、この街はほぼ完全に破壊された。16世紀に再建されたが、往時の重要性を回復することはできなかった。
中心街区は、近代化された旧市街と、やはり近代化された新市街からなり、数多くの木組み建築を有している。

## 地理

### 位置
フランケンベルクは、南のブルクヴァルトと北西のブライテ・シュトルートとの間、ネムフェ川がエーダー川に注ぐ合流点に面している。市の北部シュロイファ市区近郊でヌーネ川がやはりエーダー川に合流する。

### 隣接する市町村
フランケンベルクは、北はリヒテンフェルスおよびフェール、東はフランケナウ、南東はハイナ (クロスター)、南はブルクヴァルト、西はアレンドルフおよびブロムスキルヒェン（いずれもヴァルデック＝フランケンベルク郡）、北西はノルトライン＝ヴェストファーレン州ホーホザウアーラント郡のハレンベルクと境を接している。

### 市の構成
フランケンベルク市は、中核市区の他、以下の12市区からなる。
| - デルンホルツハウゼン（77人） - フリードリヒスハウゼン（382人） - ガイスマー（1,002人） - ハウベルン（549人） - ホンマースハウゼン（158人） - レンガースハウゼン（417人） | - レッデナウ（1,707人） - ローデンバッハ（176人） - シュロイファ（1,215人） - フィーアミュンデン（872人） - ヴァンガースハウゼン（210人） - ヴィラースドルフ（627人） |

かっこ内の人口は、2005人現在の数値である。

## 歴史

### 先史時代
フランケンベルク市が築かれた山の麓では、2本の古い軍事・交易路が交差していた。マイン川下流域から来たヴァイン街道（ここでの「ヴァイン」はブドウやワインとは関係がない）は、ブルクヴァルトからここの徒渉地を通ってエーダー川を渡り、川の北岸の高台を越えてヴェストファーレン地方に続いていた。西から来たジーゲナー街道は、ラーン川とエーダー川の分水界を通り、山を北に迂回してニーダーヘッセン地方に向かった。

### フランク時代
その後、ヘッセン地方は500年頃にフランク人の勢力下に組み込まれ、防衛に有利なフランケンベルクの山は、エーダー川北岸のザクセン人との紛争において軍事的重要性を増していた。ここにはフランク時代には早い時代からすでに防衛施設が設けられていた。しかし、8世紀の初めになるとザクセン人の襲撃が増加したため、カール大帝は堅牢な防衛施設を建設し、常駐の守備兵にこれを護らせた。
この城は、ザクセン戦争（772年 - 804年）の間にはザクセン地方の奥深くへ進行するフランク軍反攻の拠点となった。ヴァイン街道は、行軍、補給ルートとして新たな重要性を帯びていた。ザクセンを征服し、キリスト教化した後は、この城は不要となった。

### 市の創設
その後も山に人が住み続けたかどうか、確かなことはわかっていない。旅人や商人によって宿場町や交易地として利用された可能性もある。13世紀の初頭になって初めて、「Frankenberg」は歴史の表舞台に登場する。テューリンゲンおよびヘッセンの方伯は、自らのニーダーヘッセンの所領とオーバーヘッセンの所領との間に位置するツィーゲンハイン伯と同盟を築こうと試みた。この計画は、マインツ大司教がその勢力範囲を西からヴォーラ川流域まで拡大したことで頓挫した。
これに対して、テューリンゲン方伯は、強い反撃に出た。1231年以降兄のハインリヒ・ラスペからテューリンゲン方伯領のヘッセン部分の運営を委託されていたコンラート・フォン・テューリンゲンは、1233年あるいは1234年にフランケンベルクに城と街を築いた。ここはマインツ側のバッテンベルク伯領の真ん中にあり、レッデナウ管区とガイスマー管区の境界領域にあたっていた。近隣領主からの抗議は一切無視された。城は、三方が急勾配で落ち込む形の山の張り出し部の先端に築かれた。ここからはエーダー川中流域全体を見渡すことができた。出城がこれに接続し、同時に教会勢力を包囲した。すぐ背後は、都市計画が示すとおり、都市建設がなされた。
山の背後の北に向かって落ち込む部分が大きなマルクト広場（市場）を包み込んでいた。西端に市庁舎が建設された広場の分割は、おそらく後になってなされたものである。この山の街が単に強固な稜堡であるばかりでなく、交通の便がよい位置にあることから経済的利点を有していることを、人々は認識していた。この新しい町の住民は、近隣の村落や小集落から集まってきた人々で、自らの意思で故郷を離れて移り住んだ人々であった。こうして時代とともに16の集落が失われ、その名前は耕牧地の名前として引き継がれた。
フランケンベルクは堅牢な市壁で取り囲まれた。旧市街の25の塔や門のうち、東面の「ヘクセン塔」だけが現存しており、5つの門はいずれも姿を消している。

### 隆盛期
新たな街は急速に発展し、商人や手工業者を保護した。1286年に大規模なマリエン教会（現在の聖母教会）の建設を開始したことは、その富の兆候である。この教会の姿は、完成したばかりのマールブルクのエリザベート教会に似ていた。フランケンベルクの商人は広範囲にわたる取引関係を築いており、週の市の他に、年4回の市が開かれていた証拠が遺されている。経済的な隆盛は、急速な文化的興隆をももたらした。フランケンベルクには13世紀には既に市立学校（ラテン語学校）があり、街は1500年頃に全盛期を迎えた。1353年に完成したマリエン教会に、1370年から1380年頃に、ティーレ・フォン・フランケンブルクの傑作であるマリエン礼拝堂が設けられた。

### 新市街の創設
人口増加に伴い、都市の拡張が不可避となった。このため、1335年に方伯主導の下、山の麓からエーダー川までの間に新市街が創設された。この街はジーゲナー通り（ハンデルスヴェク）沿いに建設された。この街は、固有の行政機関を有していたが、司法上および教会組織上は旧市街の下位にあり、固有のマルクト広場（市場）を持っていなかった。新市街は1556年に旧市街し、一つの自治体となった。

### 大火とその後
1476年5月9日に火災が起こり、旧市街と新市街の全域がその犠牲となった。聖母教会も完全に消失した。1240年頃に建設された「シュタインハウス」だけが天井階まで無事に火災を切り抜けていた。住民たちは直ちに再建に取り掛かり、フランケンベルクを当時のヘッセン領内で最重要都市の一つとしようと意気込んだのだが、火災の惨状から完全に回復することはできなかった。1507年に再び火災が新市街の半分を焼失させた。14世紀の前半から置かれ、フランケンベルクおよびフランケナウの都市行政とガイスマー裁判所の一部機能を有していたアムト・フランケンベルク本部は古い水城にあったが、新たに建てられたヴォルカースドルフの狩の城にその場所を移した。これによってアムト・ヴォルカースドルフは、レッデナウ下級裁判所管区（レンガースハウゼンおよびブロムスキルヒェン）とガイスマー裁判所管区を管轄するアムト・ヴォルカースドルフが設けられた。16世紀になってやっと、アムト・フランケンベルクが再興した。これには、市の他に、旧聖ゲオルゲンベルク修道院、ローデンバッハ農場、ヴィーゼンフェルト醸造所が組み込まれ、1604年にアムト・ヴォルカースドルフと統合された。

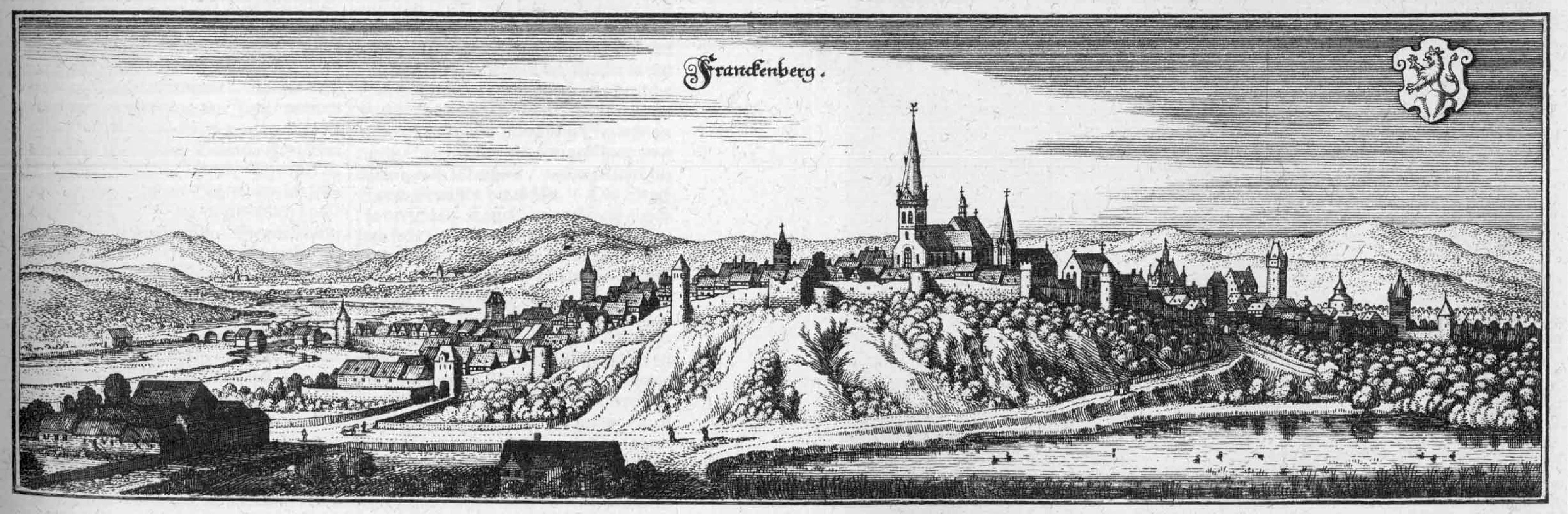
1655年に出版されたマテウス・メーリアンの銅版画に描かれたフランケンベルク

### 16, 17, 18世紀のフランケンベルク
この街は16世紀に再び拡大した。現在この街の象徴的建造物となっている新しい堂々たる市庁舎の建設は、1509年に始まった。ヘッセン方伯領の他の部分と同様、フランケンベルクも1526年以降説教師ルートヴィヒ・シュティピウスとカスパー・トルデによって宗教改革がなされた。方伯モーリッツの下で1606年に強行された教会の改造によって、教会内のおよびマリエン礼拝堂の使徒像や聖人像が破壊された。1529年から1611年のペストの時代、マールブルク大学が5度にわたってフランケンベルク市内に避難してきた。
三十年戦争（1618年 - 1648年）はこの街に甚大な被害を及ぼした。2本の主要な街道が交差するという経済的に有利な立地がこの戦争では（その後の戦争でも同様だが）、不運に働いた。通過する両陣営の軍勢や、皇帝軍による長期の占領がこの街に途方もない損害を与えた。1646年には、市の近郊「トーテンヘーエ」（直訳すると「死の丘」）でヘッセン＝ダルムシュタット軍と、スウェーデン軍を加えて強化されたヘッセン＝カッセル軍との間で戦闘が行われ、後者が勝利した。

### 第一次世界大戦まで
フランス支配の時代（1806年 - 1813年）、フランケンベルクにヴェストファーレン王国ヴェラ県に属すカントン（小郡）の行政機関が設けられた。1821年にフランケンベルクは新たに創設されたフランケンベルク郡の郡庁所在地となった。この郡は旧アムト・フランケンベルク、アムト・ヘッセンシュタイン、アムト・ローゼンタール、アムト・ハイナおよびゲリヒト・フィーアミュンデンから形成された。郡庁は聖ゲオルゲンベルク修道院に置かれた。
フランケンベルクは、重要性の低い農耕市民の住む小都市に凋落していた。その経済基盤は、中世からすでにそうであったが、織布と革なめしであった。18世紀の末頃、羊毛および織布のツンフトには106人、革なめし工のツンフトには46人の会員があった。織布ツンフトは19世紀中頃には140人の会員を擁するまでに拡大した。赤い革なめし工房と白い革なめし工房は新たな隆盛期を迎えていた。これ以外に、当時はストッキング職人や手袋職人のツンフトがあった。19世紀後半には著しい経済的衰退が起こり、人口も減少した（1787年 2,611人、1867年 3,163人、1894年 2,787人）。
1590年から1818年までフランケンベルク近郊で銅を含む泥灰岩が採掘され、精錬された。この鉱山は特に、銀の含量が高いことで評価を受けていた。19世紀には、鉱山経営を軌道に乗せようと、様々な試みがなされたが、結局1875年に閉山された。古い時代の採掘の痕跡は現在もフランケンベルクとガイスマーとの間で、草に覆われたボタ山という形で見ることができる。また、「アルテ・ヒュッテ」（直訳すると「旧精錬所」）、「ノイエ・ヒュッテ」（「新精錬所」）、「ツェーヒェンハウス」（「鉱山の家」）といった地名も鉱山活動を思わせる。
フランケンベルクが鉄道網に接続したことで、やっとささやかな経済的発展が始まった。ウィーン出身のトーネット兄弟の働きかけにより、1890年にマールブルク - フランケンベルク区間が開通し、木材の豊かな地域であることを活用して、駅の近くに椅子の製造工場が創られた。10年後にこの路線はコルバッハを経由してヴァルブルクにまで延長された。これによりヴェストファーレン地方との結びつきが確保された。路線はさらに1908年にベストヴィヒ、1910年にベアレブルクまで完成した。
市の浄水供給は、元々、公共あるいは私的な泉によっていた。1476年の大火の後、1502年にニーダーミューレにエーダー川の水を汲み上げる揚水施設が建造された。これはエーダー川で水車を動かし、旧市街に水を運び、市内各所の水盤に分配するものであった。1899年に公共の水道施設が建設された。エーダー川の水の代わりに、タイヒミューレの水源地から、ネムフェ川の水力に加え、モーターの力を使い、城山の高架タンクに運び、ここから各家庭に分配された。1913年にゲルンスハウゼンの水源が加わり、この水は自然勾配にしたがって現在も市内下部に流れている。
1903年に市立の施設「ニーダーミューレ」にタービンが1基設置された。これはエーダー川の水によって駆動した。このタービンと吸引ガスモーター（60馬力）により、フランケンベルクで初めて電灯のための直流電源が生み出された。北ヘッセン全域の電気化の過程で、PREAG（プロイセン電力）の広域送電網は1921年に交流電源に切り替えられた。
1871年にフランケンベルク全域で測量と地図作成が行われた。土地の整理・統合は1890年代に着手され、1904年に完了した。第一次世界大戦前の景気高揚は、人口の再増加に現れている。1908年のフランケンベルクの人口は 3,314 人になっていた。街は、創設期から存在し、市壁で明確にされていたその境界を越え始めていた。1890年に駅とトーネット椅子工場、さらにその少し後に新しい郵便局が、郡庁舎の裏に造られた。1900年には貯蓄銀行の建物がガイスマーラー門の前に建設された。1903年に区裁判所が、1905年に教員養成学校が設けられた。後者のあった場所には現在、ギムナジウム（エーダータールシューレ）がある。また、1913年に市立学校（オルテンベルクシューレ）が開設された。一方、1905年にはリンナー門の前にイスラエル学校が建設された。
第一次世界大戦によって、経済的・文化的停滞が訪れた。第二次世界大戦中も、エーダードルフの住宅やいくつかの増改築を除いて、フランケンベルク市に基本的な変化はなかった。市域拡大 (144 ha）は、実現しなかった。

### ヴァイマル共和国と国民社会主義
第一次世界大戦後、市の復興はゆっくりとしたものであった。通貨価値の下落と経済的低落は、新たな（特に海外への）移住の波を引き起こした。1922年の短期ギムナジウム（1925年からは「エーダータールシューレ」）の創設により、市はギムナジウムを持つこととなった。1923年秋のインフレーション終了後の、特にシュテルカー椅子工場（1925年）の進出に象徴される景気上昇は長続きしなかった。工業化が遅れ、多額の借金を抱え込んでいたこの街に、世界恐慌が大打撃を与えた。増加する失業率と社会的貧困を前に、NSDAPのプロパガンダが、郡のほぼ全域とともにこの街を襲い、20年代末からは選挙結果に反映されるように豊かな地盤となっていった。1933年1月のナチスの権力掌握後、フランケンベルクでも政治的・社会的生活の画一化がなされた。通りも改名された。1933年4月初めに都市行政委員会は、シュタインガッセを「アドルフ・ヒトラー通り」、レッデナウアー通りを「ヘルマン・ゲーリング通り」、ウンターマルクトを「ヒンデンブルク広場」と改名することを決議し、住民（特に若者達）は国民社会主義思想に染まっていった。
ひどいことに、ユダヤ系住民が標的にされた。1933年から組織的に迫害され、公民権を剥奪され、最後には追放された上に殺害された。幸いにもフランケンベルクのユダヤ人の多くは、早い時期にドイツを離れていた。しかし、そのための資金がなかったり、外国に頼るべき縁者がいないためにこの地に留まった者は、1942年までに絶滅収容所に送致された。少なくともフランケンベルクで 8 人、現在のレッデナウ区で 3 人のユダヤ人が迫害の犠牲となった。1988年に市庁舎に掲げられた記念銘板が、フランケンベルクのユダヤ人社会とナチス独裁の犠牲を思い起こさせる。
第二次世界大戦中、この街は戦争の直接的な影響をさほど受けることなく過ごした。しかし、1945年3月に行われた駅に対する2回の空襲で、90 人以上の命が失われた。1944年8月に国防軍の野戦病院がフロドナからフランケンベルクに移転してきて、エーダータールシューレ、オルテンベルクの市立学校や区裁判所の建物が利用された。1945年3月29日のアメリカ軍侵攻に対して、抵抗は何一つなかった。フランケンベルクから従軍した住民のうち、285人が戦争から戻らなかった。

### 第二次世界大戦後
第二次世界大戦後の難民によって、フランケンベルク市の人口は約 2,000 人近くにまで急激に増加した。これにより住宅地の拡張が必要となった。
1948年の通貨改革以前からすでにフランケンベルク郡は、グロースベルクに病院の建設を始めており、さらに看護学校や1970年代には看護師宿舎が付設された。病院は1975年に拡張され、近代的なヘッセンクリニークとなった。
1962年からフランケンベルクは軍の駐屯地となった。1962 / 63年に下水処理場が設けられ、廃水処理の問題は解消された。この下水処理場は1978年に拡張された。増大する水需要は深い水脈にまで達するボーリングや高架水槽タンクおよびポンプ場の建設により、また増大する電力需要は新たな 20 kV 送電網と変電所の建設によって確保された。既存の学校（オルテンベルクシューレ、エーダータールシューレ、ブルクヴァルツシューレ）は近代的な学校に増改築がなされ、ヴァルマースドルフにヴィガント・ゲルステンベルク・シューレが新設された。1950年にエーダー川沿いのスポーツ広場に建てられたバラックで運営されていた郡立職業学校は、60年代初めにマールブルガー通りに校舎が建設され、技術工学の職業専門学校や職業専門高等学校を含む効率的な職業教育センターとなった。1970年にガイスマーラー通りの近くにフリードリヒ・トロスト・シューレ（学習困難者のための学校）が設けられた。80年代の初めに、この学校からケーゲルスベルク・シューレが設立された。70年代末、ケーゲルスベルクに障害者のための授産所と幼稚園が造られた。
アウエ（川辺の草地）には60年代に工業地区が整備され、拡張を続けた。ここには新しい企業が数社ある。これによりフランケンベルク市の経済力強化と経済構造の改善が図られている。このアウエには、防災センターも設けられており、災害救助のための機関、つまり消防団、災害救助隊、技術救助隊、ドイツ赤十字がある。
1967年、タイヒヴェクの公園のすぐ隣に新たに屋内プールが建設され、1972年にはミニゴルフ場付きの屋外プールが造られた。ヘッセン州の地域再編に伴って、12の村落が自由意思に基づき本市に合併した。これにより市域は 2,736 ha から 12,518 ha に、人口は 9,397 人から 15,263 人に増大した。1974年、ヘッセン州の自治体新設によりフランケンベルクは郡庁所在地の地位をコルバッハに譲った。1974年1月1日、コルバッハは、フランケンベルク郡とヴァルデック郡から新設されたヴァルデック＝フランケンベルク郡の郡庁所在地となった。
通信については、70年代にズデーテン通りに新しい郵便局が、マールブルガー通りに送信塔を持つ電信電話局が建設された。後者は聖母教会の塔とその高さを競っている。
「ヘッセンの日」に間に合うよう1989年に完成したエーダーベルクラントハレは、現在、この街の文化生活の中心となっている。
フランケンベルクの市の発展に最も大きな影響を与えたのは、歴史的旧市街地区 (16 ha) と歴史的新市街地区 (8 ha) の近代化を定めた1967年8月10日の市行政委員会の決議であった。駐車場を建設し、歩行者専用区域を設けたこの近代化措置により、100棟もの木組み建築が取り壊された。一方、この近代化措置は街の経済状況の大きな改善に寄与した。フランケンベルクはショッピング街となり、旧市街や新市街の散策や見学に誘っている。

### 歴史資料
フランケンベルク市の文書は、ヘッセン州立マールブルク文書館に収蔵されている。

## 行政

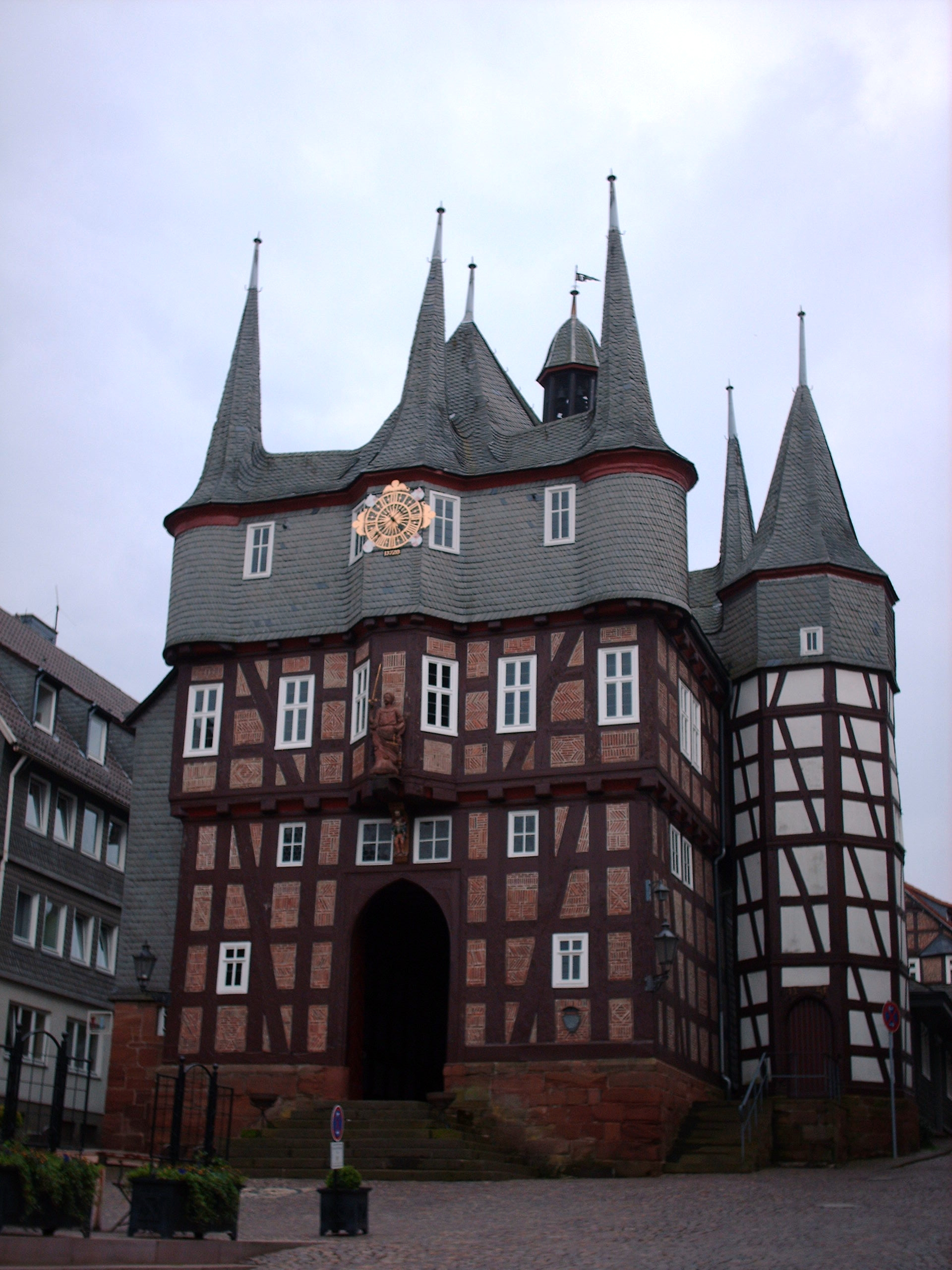
フランケンベルク (エーダー) の市庁舎（ウンターマルクト側）

### 議会
フランケンベルク市の市議会は 31議席からなる。

### 姉妹都市
- カントン・ブルー（フランス、ウール＝エ＝ロワール県）
- フランケンベルク/ザクセン（ドイツ、ザクセン州）
- マニングツリー（イギリス、エセックス）
- ゼーキルヒェン・アム・ヴァラーゼー（オーストリア、ザルツブルク州）
- ビトゥフ（ポーランド、ポモージェ県）

### 紋章
現在用いられているフランケンベルク市の紋章は、1325年7月2日付けの聖ゲオルゲンベルク修道院の文書に押された市の小印章に由来する。この印章には、冠を被り、2本の尾を持つヘッセンの獅子が三峰から現れるデザイン画描かれていた。このデザインは、14世紀にはすでに紋章や幟にも現れている。青地で、金の三峰から、冠を被り、赤と白のストライプに塗り分けられたヘッセンの獅子が現れるものである。口伝えの伝承によれば、3つの峰は、城山、グロースベルク、ヒンシュテュルツを表すと言われている。
1644年にフランケンベルク市は、それぞれ三峰から冠を被った獅子が現れるデザインの異なる大きさの小印章を2つ作製した。
1985年12月19日に市行政委員会は、新たな基本条例を制定し、その § 1. で以下のように規定した。
- フランケンベルク市は、紋章として、赤と白のストライプに彩色され、金の冠を被り、金の三峰から青い背景に現る意匠を用いる。
- 市の色は、青 - 白とする。
- 市の公的な幟は、長軸に沿って青 - 白に塗り分けられた生地の中央に紋章を描いたものとする。
- 印章としては、市壁、市門、5本の塔を持つフランケンベルク (エーダー)市を描いた図案を用いる。

最後の規定は、1249年10月11日付けの聖ゲオルゲンベルク修道院の文書に押された大印章に由来する。

## 文化と見所

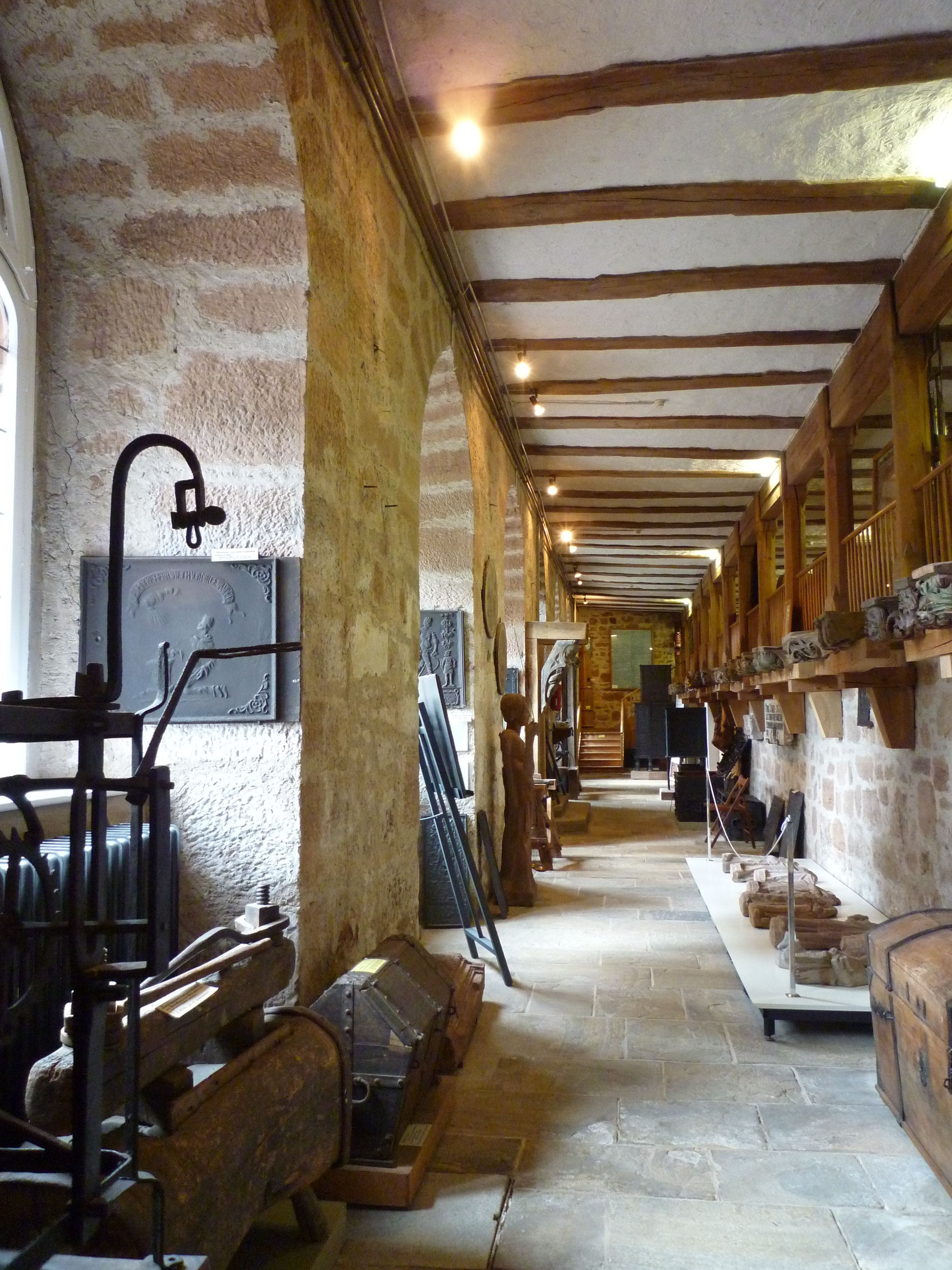
聖ゲオルゲンベルク修道院の郡立郷土博物館

### 博物館
- 聖ゲオルゲンベルク修道院の郡立郷土博物館
- トーネット博物館: 世界的に有名なトーネット・コーヒーハウスストゥールを収蔵した国際的に評価の高い家具博物館である。
- ガイスマー区の村の博物館
- 蒸気機関博物館: ドイツで最大型の蒸気機関を収蔵している。芸術展示や演劇上演が行われる。
- 「ガイスマーラー門前の家」フランケンベルク芸術クラブが入れ替え展示を行っている。

### 演劇
Kulturring Frankenberg（フランケンベルク文化リング）はエーダーベルクラントハレで、年中、演劇上演、カバレット、コンサートを開催している。また、市内には多くの演劇グループがある。

### スポーツ
スポーツでの看板は、TSVヘッセン1848フランケンベルクe.V.である。ヘッセンで最も伝統のあるスポーツクラブの一つであり、14の競技分野（ビーチバレーボール、バドミントン、バスケットボール、ビリヤード、サッカー、ハンドボール、カヌー、キックボクシング、陸上競技、プレルボール、スポーツ章、水泳、卓球、体操、バレーボール）を有している。

### 年中行事
- クナイペンフェスティバルの「ナイトグルーヴ」
- 5月の市祭
- 聖霊降臨祭のマーケット
- リヒターフェスト（光の祭）とビュートヴァー・トレッフェン
- オーバーマルクト（上の市場）でのビーチ・カップ
- 秋の市祭
- ハロウィン・ショッピング・ナイト

### 見所
4月から10月には、定期的に無料で約 1.5 時間の市内ツアーが開催されるが、この他にもテーマを決めたり、特別な目的のグループごとに挙行される市内ツアー（たとえば、夜のツアーや子供のためのツアーなど）がある。

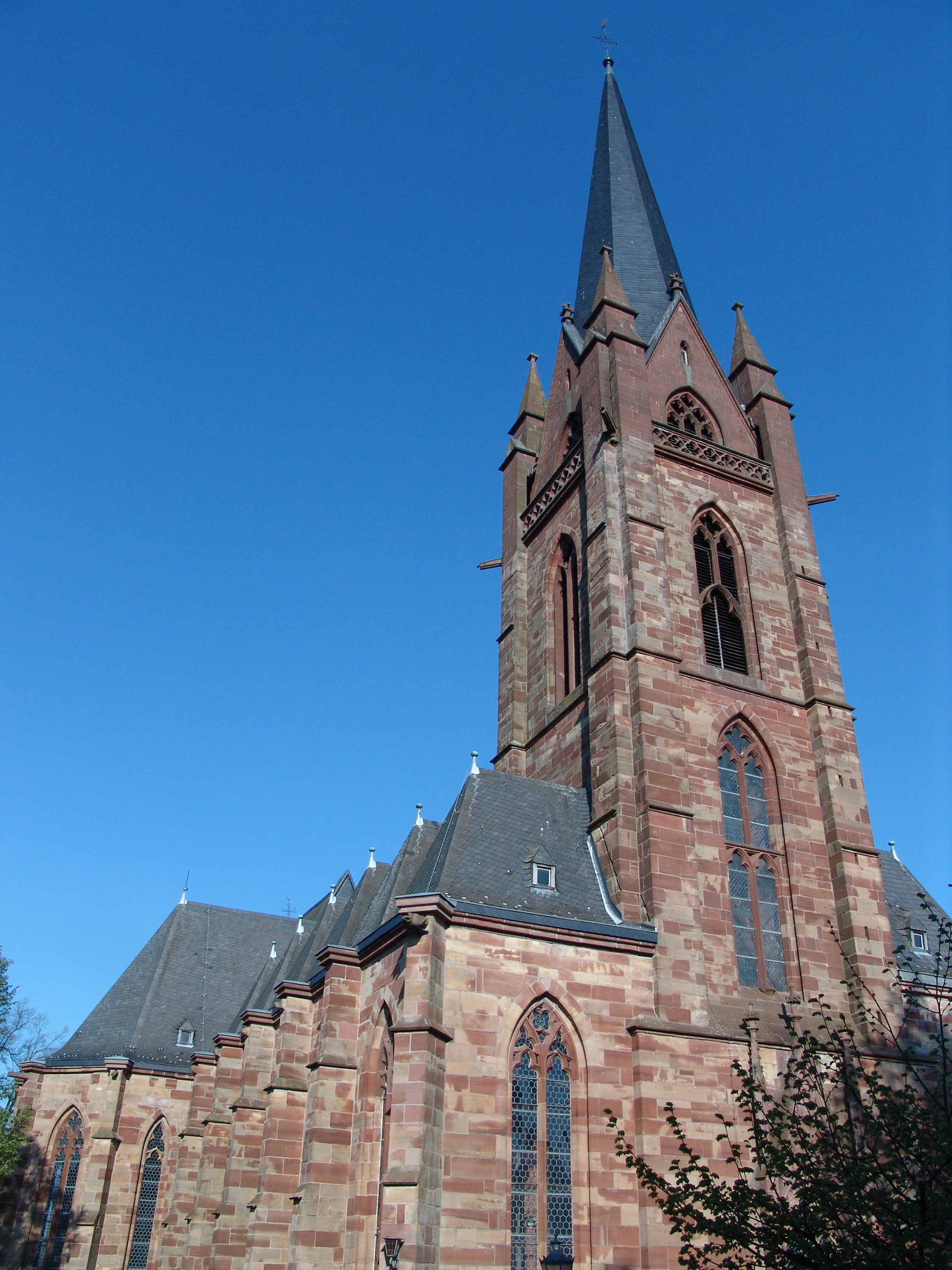
聖母教会

- 聖母教会（1286年から1380年）、マールブルクのエリザベート教会を模したゴシック建築。1476年に完全に焼失した。
- 旧施療教会、1513年から1515年に建設された。1865年製の木製ヴォールトを有する単棟式の建築である。内部に17世紀末の説教壇を有する。
- 旧聖ゲオルゲンベルク修道院（1249年から17世紀まで様々な建築期を持つ）、現在この旧シトー会女子修道院には郡立郷土博物館が入っている。
- 10本の塔を持つ市庁舎（1509年完成）。オーバーマルクト（上の市場）とウンターマルクト（下の市場）との間に建つ。初代の市庁舎は1421年に新しい市庁舎（現在の建物の先代にあたる）を建設するために取り壊された。2代目の市庁舎はすでに10本の塔を有していた。これは当時この街にあった10のツンフトを表していた。現在の市庁舎は、1476年に完全に焼失したこの2代目の市庁舎をモデルに建設された。
- シュタインハウス。プフェルデマルクト 20番地の建物。1240年頃に建設された。1476年の大火をほとんど損傷なく切り抜けた、この街に現存するおそらく最も古い世俗建築である。1975年から1977年の修復の際、内部は完全に取り除かれ、モデル建造物に準拠したゴシック様式の階段型破風が再現された。内部には、大きなかまどの跡が遺されている。
- 旧ビール醸造所。尖塔アーチ型の入口を持つ、どっしりとした3階建ての建物で、1538年に建設されたとされる。この建物はファサードを遺して解体され、隣接するホテルの建築複合体に取り込まれている。
- 旧女学校。1769年に建設された3階建ての木組み建築で、半切妻屋根を戴いている。
- 居住建築群。かつて数多くの木組み建築が密集していた街の風景は、1967年から敢行された近代化の過程で、その多くを喪失してしまった。しかし、16世紀から19世紀の注目すべき家屋が数棟遺されている。特に見事なのは、プフェルデマルクト10番から16番の建築群で1979年から1986年までの間に徹底的に修復がなされた。他にも個々に遺された建物に素晴らしいものがある。
  - ガイスマーラー通り3番、中世風の石工作業場を有する16世紀の木組み建築
  - ノイエ・ガッセ5番、1500年頃に建設された木組み建築で、1978年から79年に修復された。
  - ノシュテッター通り35番、17世紀に建設された、出窓を持つ4階建ての切妻造りの建物で、1977年に修復された。
  - シュタインガッセ1番（ヘルボールトシェス・ハウス）、1564年に建造された、出窓を持つ4階建ての木組み建築で、1975年から1977年に前面部分を除いて取り壊され、コンクリート造りの新しい建造物に置き換えられた。
  - シュタインガッセ17番、この街の最も古い木組み建造物の一つ。1983年に修復された。
  - リッター通り6-8番、1520年頃の建築。
- 中世の都市防衛施設のうち、わずかな市壁の跡の他に、13世紀に建設された厚さ 3 m の壁を持つヘクセン塔が現存している。
- 520年頃に建造されたフランク人の防衛施設跡
- フランケンベルクの「シュテーレン・メンシュ」（直訳すると「柱の男」）、1994年に市を取り囲むように37体の彫像が設置された。
- ヴァルケンミューレ、1358年に初めて記録され、2007年から2010年に修復された。このかつての水車小屋は現在、カフェ、ビアガーデン、子供の遊び場を備えたレストランとなっている。

- 市庁舎（オーバーマルクト側）
- シュタインハウス
- ヴァルケンミューレ

### 公園と自然
市立公園の他に、年中昼間は自由に入場できる市立猟獣園が公開されている。ここでは、イノシシ、アカシカ、ダマジカ、ニホンジカ、ムフロンが飼育されている。柵で囲まれたイノシシやヤギの他は、邪魔な柵などなしに動物の間を自由に歩き回り、触れあうことができる。
フランケンベルクとその周辺は、標識が整備された周遊道や遊歩道が森が豊かで起伏に富んだ地形の中を通っている。市の森の北の境界に特別なノルディックウォーキング周遊路がある。
さらにこの街はヘッセン広域自転車道 R6号、R8号線およびエーダーアウエン自転車道に面している。

## 経済と社会資本

### 経済
経済は、様々な分野に均等に分かれており、就労率の大変良い地域に属している。フランケンベルクには、ゲブリューダー・トーネット家具製造、この街最大の雇用主であるプレスおよびダイカスト工場のヘッティヒがある。また、ドイツ連邦軍の第932電子戦大隊 (EloKa) が駐屯している。周辺地域の最大の雇用主は、アレンドルフ (エーダー)にある暖房機器メーカーのフィースマン社である。
技術的な重点は、合成樹脂の分野にある。フランケンベルクには、エヴィコン社とギュンター社という、いわゆるHeißkanaltechnikにおける世界の先端的企業が 2 社ある。フィンガー・フェルティヒハウスも同じく重要な企業である。1973年まで郡庁所在地であったフランケンベルクには行政関係の機関も多くある。

### 教育
フランケンベルクには様々な学校がある。エーダータールシューレ（ギムナジウム）、ブルクヴァルトシューレ（実科学校）、オルテンベルクシューレ（基礎課程・本課程・実科学校）、フリードリヒ・トロスト・シューレ（学習補助学校）、ケーゲルベルクシューレ（特別支援学校）がそれである。さらに市民大学が1校、基礎課程学校および本課程学校が中核市区および周辺地区にあわせて4校ある。
職業学校であるハンス・フィースマン・シューレは、様々な教育課程を用意している: 職業予備課程、職業基礎課程、職業専門課程、職業学校、専門高等学校、機械工学専門学校、経営学専門学校、技術者のための経営学コースがある。
2005年以降、フランケンベルクはシステム工学コースを有する北ヘッセン職業アカデミーの所在地となっている。

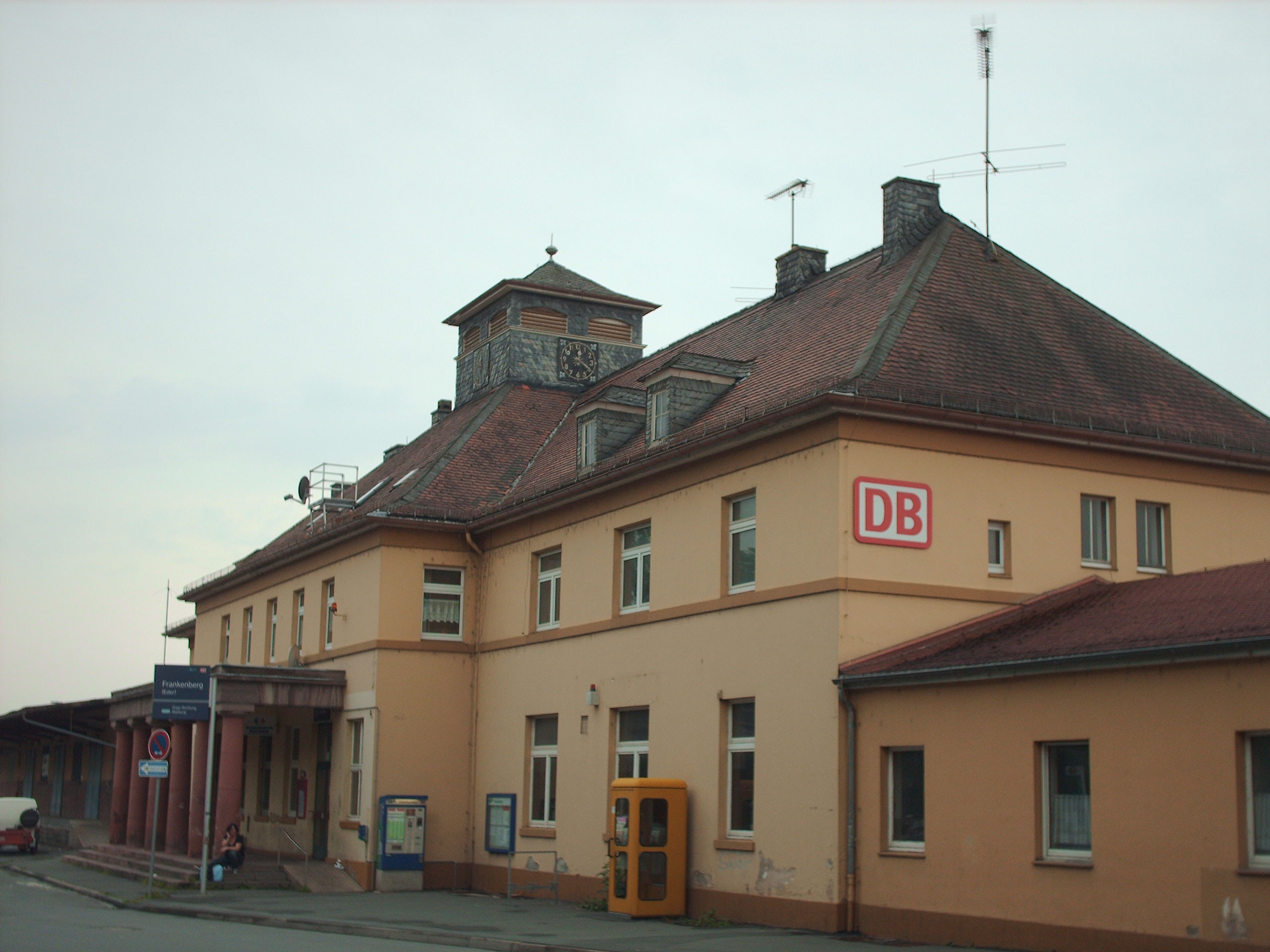
フランケンベルク (エーダー)駅

### 交通
フランケンベルクはブルクヴァルト鉄道によってマールブルクと結ばれている。マールブルクでドイツ鉄道の広域鉄道網に接続する。
2006年と2007年の夏期シーズン（4月から10月まで）の日曜祝日にウンテーレ・エーダータール鉄道を経由してエーダー湖に面した（すなわちケラーヴァルト＝エーダーゼー国立公園内の）エルツハウゼン（フェール町内）まで、2005年から2007年まではエーダーベルクラント鉄道を経由してアウハンマー（バッテンベルク (エーダー)市内）まで、クールヘッセン鉄道が運行していた。2011年5月から、ヘルツハウゼンまでの運行が再開された。
観光地であるエーダー湖およびケラーヴァルト＝エーダーゼー国立公園へのアクセス改善となる、フランケンベルク - コルバッハ間（ウンテーレ・エーダータール鉄道）が2015年に再開され、当駅は再び中間駅となった。
公共近郊交通 (ÖPNV) は北ヘッセン交通連盟によって運営されている。フランケンベルクを発着するバス路線は、バート・ヴィルドゥンゲン、ブルクヴァルト、ゲミュンデン (ヴォーラ)、ハレンベルク、ハッツフェルト (エーダー)、コルバッハ、リヒテンフェルス、オーバーアスフェ、ローゼンタール との間を結んでおり、さらに早朝にはマールブルクへの便もある。
また、フランケンベルクは、連邦道 B252号線と B253号線に面しており、これら 2 本の連邦道は、短い区間ではあるが、フランケンベルク・バイパスを共有している。

### メディア
地元の日刊紙は、フランケンベルガー・ツァイトゥング (WLZ/FZ) およびフランケンベルガー・アルゲマイネである。後者はヘッシシェ/ニーダーゼクジシェ・アルゲマイネ (HNA) の地方版である。
2007年から、毎年聖霊降臨祭に放送を行うスタジオ（ラジオ・フランケンベルク）が開設された。

### 公共機関
- フランケンベルク (エーダー) 区裁判所

## ヘッセンのモデル自治体「将来性のある家族都市」
2005年11月から、フランケンベルクは「将来性のある家族都市」として、ヘッセン州のモデル自治体となっている。10年間のモデルプログラムを実施する最大2都市のうちの1つとして、ヘッセン州で候補となった33の中規模都市の中から、フランケンベルクが選ばれたのである。2つ目の自治体として、2006年末にビューディンゲンがこのプログラムに参加することとなった。
ヘッセン州はモデルプロジェクト「将来性のある家族都市」によって、いかなる自治体政策が人口統計学的発展にポジティヴな影響を及ぼすかを検証しようとしている。学問的裏付けのある実験的試みの枠組みで、5年間に500万ユーロを受け取った。フランケンベルクの実験的試みの重点は、家族と仕事の両立（これはワーク・ライフ・バランスという概念に包含される）である。

## 人物

### ゆかりの人物
- アンスガー・ニーアホフ（1941年 - 2010年）彫刻家、芸術家。フランケンベルクで育った。

## 引用
1. ↑  Hessisches Statistisches Landesamt: Bevölkerung in Hessen am 31.12.2023 (Landkreise, kreisfreie Städte und Gemeinden, Einwohnerzahlen auf Grundlage des Zensus 2011)]
2. ↑  Max Mangold, ed (2005). Duden, Aussprachewörterbuch (6 ed.). Dudenverl. p. 339. ISBN 978-3-411-04066-7
3. ↑  Mineralienatlas Lexikon – Deutschland /Hessen /Nordhessen /Thalitter
4. ↑  Übersicht über den Bestand „Stadtarchiv Frankenberg“ Hessisches Archiv-Dokumentations- und Informations-System. （2012年3月23日 閲覧）
5. ↑  2011年3月27日の市議会議員選挙結果 (hsl.de)